# Maciej Marosz
Maciej Marosz – polski dziennikarz.

## Życiorys
Początkowo pracował dla redakcji „Młodego Technika”, „Naszego Dziennika” oraz portalu internetowego Prawy.pl, później został dziennikarzem tygodnika „Gazeta Polska”, dziennika „Gazeta Polska Codziennie” oraz portalu Niezalezna.pl.
17 grudnia 2013 nakładem wydawnictwa Fronda ukazała się książka pt. Resortowe dzieci. Media, której autorami byli wspólnie Dorota Kania, Jerzy Targalski i Maciej Marosz. 6 maja 2015 miała premierę druga publikacja z serii, zatytułowana Resortowe dzieci. Służby. Wraz ze współautorami książki Resortowe dzieci. Służby otrzymał ex aequo Główną Nagrodę Wolności Słowa za rok 2015, przyznaną przez Stowarzyszenie Dziennikarzy Polskich. 9 listopada 2016 premierę miała trzecia pozycja w serii autorstwa D. Kani, J. Targalskiego i M. Marosza, pt. Resortowe dzieci. Politycy. Jesienią 2017 nakładem wydawnictwa Editions Spotkania ukazała się kolejna publikacja z podjętego cyklu, zatytułowana Resortowe togi, której wyłącznym autorem był Maciej Marosz.